# Caja de ritmos (programa de televisión)
Caja de ritmos, inicialmente llamado La caja de los ritmos fue un programa musical de televisión que se emitió semanalmente por La 1 de Televisión española en horario matinal los sábados en 1983.

## Formato
Programa musical enfocado a las últimas tendencias de rock, pop, punk, algunos de ellos grupos amateurs y más alejados de las corrientes comerciales y en muchos casos exponentes de la Movida madrileña. Se intercalaban actuaciones en plató con videoclips grabados. El presentador, ataviado como un anciano del futuro, con peluca blanca y traje galáctico daba paso a las actuaciones, deambulando en una nave espacial y simulando una mirada desde el futuro a la lejana década de 1980. El personaje pretendía haber sido expulsado de la Tierra por un poder dictatorial, pero pudo llevarse una videoteca mental de la que extrae los números musicales, al tiempo que sigue escapando de sus perseguidores.

## Artistas invitados
Pasaron por el programa, entre otros, los siguientes grupos y artistas. Si bien algunas de las actuaciones grabadas no fueron emitidas en su momento por motivos de censura, están disponibles en la web de RTVE:
- Almodóvar y McNamara (07/05/1983)
- Alphaville (30/04/1983)
- Aviador Dro (07/05/1983)
- Clavel y Jardín (28/05/1983)
- Control (11/06/1983)
- Décima Víctima (21/05/1983)
- Derribos Arias (30/04/1983)
- Esclarecidos (18/06/1983)
- Espasmódicos (09/04/1983)
- Estación Victoria (14/05/1983)
- Farenheit 451 (02/07/1983)
- Gabinete Caligari (25/06/1983)
- Garage (09/04/1983)
- Geny y los Boomerang (02/07/1983)
- Glutamato Ye-Ye (18/06/1983)
- La Mode (09/04/1983)
- Las Chinas (07/05/1983)
- Las Vulpes (16/04/1983)
- Loquillo (18/06/1983)
- Los Coyotes (11/06/1983)
- Los Elegantes (02/07/1983)
- Los García (21/05/1983)
- Los Iniciados (16/04/1983)
- Los Monaguillos (25/06/1983)
- Los Pistones (25/06/1983)
- María David (11/06/1983)
- Metal y Ca (21/05/1983)
- OX Pow (28/05/1983)
- Objetivo Birmania (02/07/1983)
- Polanski y el Ardor (16/04/1983)
- Radio Futura (14/05/1983)
- Sindicato Malone (28/05/1983)
- Siniestro Total (27/04/1983)
- TNT (16/04/1983)

## El escándalo de Las Vulpes
El 16 de abril de 1983, en su segunda emisión, el programa emitió - en pleno horario infantil - la interpretación del tema Me gusta ser una zorra, de la banda punk femenina de Bilbao Las Vulpes. Se trataba de una adaptación libre de I Wanna Be Your Dog (1969), del grupo estadounidense The Stooges. La letra de la canción con evidente contenido sexual y las actitudes provocadoras de las intérpretes desencadenaron una enorme conmoción en la sociedad de la época. Se generó un auténtico escándalo nacional y el diario ABC, de tendencia conservadora y dirigido entonces por Luis María Anson llegó a publicar a modo de denuncia la letra del tema. Todo ello determinó que el fiscal general del estado Luis Antonio Burón Barba instara la interposición de una querella contra los responsables del programa, incluido el propio Tena, por delito de escándalo público. Pocas semanas después Carlos Tena dimitía de su puesto alegando indefensión. El programa fue finalmente cancelado en julio, tres meses después de su estreno. Dos años más tarde recaería una sentencia absolutoria.